# Jaroslav Holík
Jaroslav Holík, född 3 augusti 1942 i Německý Brod (nuvarande Havlíčkův Brod), död 17 april 2015 i Jihlava, var en tjeckisk (tjeckoslovakisk) professionell ishockeyspelare och ishockeytränare som spelade hela sin professionella spelarkarriär för HC Dukla Jihlava i Extraliga.
Efter karriären blev han kvar i HC Dukla, först som assisterande tränare mellan 1982 och 1987, sedan som tränare mellan 1987 och 2003. Från 2012 var han president för sin moderklubb HC Rebel Havlíčkův Brod.
Han är far till den före detta ishockeyspelaren Bobby Holik, tvåfaldig Stanley Cup-vinnare, och den före detta tennisspelaren Andrea Holíková. Han är också bror till Jiří Holík, som även han var ishockeyspelare. Hans dotter Andrea är gift med den före detta ishockeyspelaren František Musil, som spelade nästan 800 matcher i NHL, och deras äldste son David spelar också ishockey och tillhör Edmonton Oilers i NHL men spelar till vardags för Oklahoma City Barons i American Hockey League (AHL).